# Débit sanguin cérébral
Le débit sanguin cérébral (DSC) est la quantité du sang qui arrive au cerveau par unité de temps. Chez un adulte, elle est d'environ 750 millilitres par minute ou 15 % débit cardiaque. Cela correspond à une perfusion de 50 à 54 millilitres de sang pour 100 grammes de parenchyme cérébral par minute,,.

## Physiologie
Ce débit est étroitement lié aux besoins métaboliques du cerveau,. Trop de sang (connu sous le nom d'hyperémie) peut être responsable d'une hypertension intra-crânienne (HTIC), qui peut comprimer le parenchyme cérébral. Une diminution de ce débit (ischémie) survient si le DSC atteint un niveau inférieur à 18 à 20 ml par 100 g par minute, la nécrose survient s'il passe en dessous de 8 à 10 ml/100 g/min. Au niveau du parenchyme cérébral, une cascade biochimique dite également la cascade ischémique est déclenchée quand les tissus deviennent ischémiques, avec éventuellement des lésions et de mort des neurones. Le maintien du débit cérébral constitue donc un objectif primordial dans la prise en charge des états de choc circulatoires, accidents vasculaires cérébraux, œdème cérébral, et des traumatismes crâniens.

### Régulation
Le débit sanguin cérébral est déterminé par plusieurs facteurs ; la viscosité sanguine, la vasomotricité, et le net de pression du flux cérébral, proprement appelé « pression de perfusion cérébrale », qui dépend essentiellement de la pression artérielle moyenne. Les vaisseaux cérébraux sont capables de changer leur diamètre afin de s'adapter aux besoins du cerveau en fonction de la quantité du sang reçu, en changeant leur diamètre via le phénomène de l'autorégulation ; ainsi d'une part une vasoconstriction survient lorsque la pression artérielle systémique est élevée, et d'autre part une vasodilatation survient lorsqu'elle diminue. Cette réponse est retrouvée également au niveau des artérioles en réponse à la présence de certains composants, qui vont se dilater à la présence de concentration élevée du dioxyde de carbone dans le sang et vice versa.
Pratiquement, prenant une personne avec PaCO2 de 40 mmHg (Valeur normale entre 38 - 42 mmHg) avec un débit cérébral 50 ml/100 g/min. Si la PaCO2 descend en-dessous de 30 mmHg, cela présente une diminution de 10 mmHg par rapport à sa valeur initiale. Par conséquent, le débit sanguin cérébral diminue par 1 ml/100 g/min pour chaque diminution de 1 mmHg de PaCO2, et donc sera égal à 40 ml/100 g/min. Généralement, pour chaque variation de 1 mmHg (diminution ou augmentation) de la PaCO2, entre 20–60 mmHg, il y a une réponse par changement proportionnel (dans la même direction) du débit sanguin cérébral par environ 1–2 ml/100 g/min, ou 2–5 % de sa valeur initiale. C'est pour cela que de simples variations des mouvements respiratoires peuvent être responsable de changements du débit sanguin cérébral via les variations de la PaCO2.

### Mesure de la valeur du DSC
DSC est égal à la pression de perfusion cérébrale (PPC) divisée par la résistance vasculaire cérébrale (RVC) :
DSC = PPC/RVC
De ce fait les valeurs du DSC dépendront des facteurs affectant les deux autres paramètres.
La RVC est sous le contrôle de 4 principaux facteurs :
1. Autorégulation métabolique
2. Autorégulation de la pression artérielle
3. Contrôle chimique (Via PaO2 et PaCO2)
4. Contrôle nerveux

L'imagerie par résonance magnétique fonctionnelle et la tomographie par émission de positrons sont parmi les moyens permettant de mesurer le DSC. Ces techniques permettent également de mesurer les DSC régionaux (correspondant à une région spécifique cerveau).

## Rôle de la pression intracrânienne
L'augmentation de la pression intracrânienne (PIC) est responsable d'une diminution de perfusion sanguine du parenchyme cérébral par deux mécanismes principalement :
- une augmentation de la PIC est responsable d'une augmentation de la pression hydrostatique interstitielle qui, à son tour, va être responsable de diminutions des échanges vasculaires.
- une augmentation de la PIC comprimera directement les artères cérébrales, qui va donner par conséquent une augmentation des RVC.